# Гасвил (Арканзас)
Гасвил (енгл. Gassville) град је у америчкој савезној држави Арканзас.

## Демографија
По попису из 2010. године број становника је 2.078, што је 372 (21,8%) становника више него 2000. године.
| Група             | 2000.         | 2010.         |
| Белци             | 1.657 (97,1%) | 1.974 (95,0%) |
| Афроамериканци    | 3 (0,2%)      | 1 (0,0%)      |
| Азијати           | 5 (0,3%)      | 12 (0,6%)     |
| Хиспаноамериканци | 20 (1,2%)     | 47 (2,3%)     |
| Укупно            | 1.706         | 2.078         |